# راه من (آلبوم فرانک سیناترا)
راه من (انگلیسی: My Way) آلبومی با صدای فرانک سیناترا است که در سال ۱۹۶۹ منتشر شد.